# Curd Brand
Kurt Waldemar August Georg Arthur Brand, auch Curd Brand, (* 29. Dezember 1892 in Straßburg; † 14. Juli 1971 in Maulbronn) war ein nationalsozialistischer Funktionsträger im Rang eines SS-Brigadeführers.
Curd Brand gehörte 1918 der neugegründeten Garde-Kavallerie-Schützen-Division am. Später trat er als promovierter praktischer Arzt in die SS (SS-Nummer 3.870) und zum 1. Januar 1930 in die NSDAP ein (Mitgliedsnummer 182.777). 1930 wurde er SS-Sturmbannführer und im darauffolgenden Jahr SS-Standartenführer. Als solcher übernahm er die 24. SS-Standarte „Ostfriesland“. 1935 wurde er Ratsherr in Oldenburg und am 30. Januar 1936 zum SS-Oberführer befördert. Damals war er im Stab des Abschnitts XIV tätig. 1938 war Brand Gauamtsleiter des Rassenpolitischen Amtes im Gau Oldenburg. Im Laufe des Zweiten Weltkrieges wurde er zum Brigadeführer befördert.

## Auszeichnungen
- SS-Ehrendegen
- SS-Ehrenring